# George Kuwa
George Kuwa, nato Keichii Kuwahara (Hiroshima, 7 aprile 1885 – Los Angeles, 13 ottobre 1931), è stato un attore giapponese che lavorò negli Stati Uniti all'epoca del muto. La sua carriera cinematografica durò dal 1916 al 1931.

## Filmografia
- L'anima di Koura-San (The Soul of Kura San), regia di E.J. Le Saint (1916)
- The Cossack Whip, regia di John H. Collins (1916)
- The Yellow Pawn, regia di George Melford (1916)
- La bottiglia incantata (The Bottle Imp), regia di Marshall Neilan (1917)
- Forbidden Paths, regia di Robert Thornby (1917)
- The Countess Charming, regia di Donald Crisp (1917)
- Rimrock Jones, regia di Donald Crisp (1918)
- Love Me, regia di Roy William Neill (1918)
- The Woman in the Web, regia di Paul Hurst e David Smith - serial (1918)
- Man of Might, regia di William Duncan e Clifford Smith - serial (1919)
- Toby's Bow, regia di Harry Beaumont (1919)
- Douglas superstizioso (When the Clouds Roll By), regia di Victor Fleming (1919)
- The Willow Tree, regia di Henry Otto (1920)
- Sick Abed, regia di Sam Wood (1920)
- The Round-Up, regia di George Melford (1920)
- Ufficiale 666 o Chi sarà il ladro (Officer 666), regia di Harry Beaumont (1920)
- Midsummer Madness, regia di William C. de Mille (1920)
- The Invisible Fear, regia di Edwin Carewe (1921)
- Nobody's Fool, regia di King Baggot (1921)
- Five Days to Live, regia di Norman Dawn (1922)
- Il mozzo dell'Albatros (Moran of the Lady Letty), regia di George Melford (1922)
- Bought and Paid For, regia di William C. de Mille (1922)
- Sherlock Brown, regia di Bayard Veiller (1922)
- The Half Breed, regia di Charles A. Taylor (1922)
- Enter Madame. regia di Wallace Worsley (1922)
- The Beautiful and Damned, regia di William A. Seiter o Sidney Franklin (1922)
- Gli applausi del mondo (The World's Applause), regia di William C. de Mille (1923)
- Papà (Daddy), regia di E. Mason Hopper (1923)
- Sotto la raffica (The Eternal Struggle), regia di Reginald Barker (1923)
- The Man from Wyoming, regia di Robert N. Bradbury (1924)
- Sporting Youth, regia di Harry A. Pollard (1924)
- La figlia della tempesta (The Storm Daughter), regia di George Archainbaud (1924)
- Barriere infrante (Broken Barriers), regia di Reginald Barker (1924)
- Curlytop, regia di Maurice Elvey (1924)
- Oh, Doctor!, regia di Harry A. Pollard (1925)
- L'uomo del mare (Head Winds), regia di Herbert Blaché (1925)
- The Wife Who Wasn't Wanted, regia di James Flood (1925)
- Queen of Spades, regia di Harry L. Fraser (1925)
- A Son of His Father, regia di Victor Fleming (1925)
- The Enchanted Hill, regia di Irvin Willat (1926)
- The Nutcracker, regia di Lloyd Ingraham - cortometraggio (1926)
- Money Talks, regia di Archie Mayo (1926)
- A Trip to Chinatown, regia di Robert P. Kerr (1926)
- The Dice Woman, regia di Edward Dillon (1926)
- The Silver Treasure, regia di Rowland V. Lee (1926)
- That Model from Paris, regia di Louis J. Gasnier (1926)
- The House Without a Key, regia di Spencer Gordon Bennet (1926) - serial (1926)
- Perch of the Devil, regia di King Baggot (1927)
- Night Bride, regia di E. Mason Hopper (1927)
- Melting Millions, regia di Spencer Gordon Bennet (1927)
- White Pants Willie, regia di Charles Hines (1927)
- The Chinese Parrot, regia di Paul Leni (1927)
- The Warning, regia di George B. Seitz (1927)
- Chicago, ovvero: Vampate nere (Chicago), regia di Frank Urson (1927)
- Mendicanti d'amore (The Secret Hour), regia di Rowland V. Lee (1928)
- The Showdown, regia di Victor Schertzinger (1928)
- Chinatown Charlie, regia di Charles Hines (1928)
- La bufera (After the Storm), regia di George B. Seitz (1928)
- The House of Shame, regia di Burton L. King (1928)
- Fiamme di gelosia (Doctors' Wives), regia di Frank Borzage (1931)
- Onore di fantino (Sweepstakes), regia di Albert S. Rogell (1931)
- La figlia di Fu Manchu (Daughter of the Dragon), regia di Lloyd Corrigan (1931)
- A Clean-Up on the Curb, regia di Lloyd French - cortometraggio (1931)
- Condannata (Wicked), regia di Allan Dwan (1931)